# AIK Fotbolls historia 1932–1937
AIK Fotbolls historia 1932-1937 innefattar AIK:s två mellansäsonger 1932/33 samt 1933/34 och därefter en del av AIK:s storhetstid under den senare delen av 30-talet, krönt med SM-guldet 1936/37.

## Mellansäsonger
AIK inledde säsongen 1932-33 som svenska mästare och visade upp ett mycket bra spel i den första matchen mot IS Halmia inför ett nytt publikrekord för Halmia, 11 690 åskådare kom till matchen. Pära Kaufeldt, som kom att vinna AIK:s interna skytteliga, gjorde hela 4 mål i matchen. Men efter matchen började svårigheterna. AIK hade de senaste 22 månaderna inte förlorat en enda match, men av de fem följande matcherna förlorade man fyra helt plötsligt. Efter sex omgångar låg AIK farligt nära nedflyttningsplats, men med Sudden Wahlberg (som kom tvåa i den interna skytteligan) tillbaka i laget spelade laget som ett mästarlag igen. Det blev åtta segrar på nio matcher, bland annat utklassningssegrar mot IFK Göteborg, IK Sleipner, Sandvikens IF och Landskrona BoIS. Detta gjorde så att AIK åter var med i gulddiskussionen, och var tillsammans med GAIS och Hälsingborgs IF guldfavoriter. Sen skedde ytterligare en förvandling, och man blev ett medelmåttigt allsvenskt lag och förlorade fyra av fem matcher igen och man slutade fyra, och Hälsingborg vann återigen. Trots alla bakslag så kom fortfarande publiken, och snittet landade på 15952 åskådare, vilket till exempel skulle kommit tvåa i årets allsvenska publikliga. Tvåan i publikligan detta år, GAIS, lockade bara 10255 åskådare.
Eftersom AIK fyllde Stockholms Stadion, klubbens hemmaarena sedan 1912, till bristningsgränsen i nästan varje allsvensk fotbollsmatch uppkom det tankar om en ny arena i Stockholmsområdet. Då beslöt man sig för att bygga Råsundastadion, där Råsunda IP stod. 
Säsongen efter, Fotbollsallsvenskan 1933/1934, var en av AIK:s sämsta säsonger någonsin, men trots det kom publiken och stöttade AIK även detta år och publiksnittet hamnade på 14552 åskådare. Den mest uppmärksammade händelsen detta år stod dock Malmö FF för. MFF:s spelare hade mottagit särskilda premier för sitt spelande, vilket var strikt förbjudet, och man degraderades till division II (den näst högsta divisionen) och samtliga matcher de spelat ströks och man fick inte spela resten av säsongen. Oturligt nog för AIK betydde det att lagets bästa match, 5-0 mot Malmö, ströks från den allsvenska tabellen. AIK satt fast i den allsvenska bottenstriden och trots att endast ett lag kunde åka ur, så var AIK:s läge i tabellen minst sagt dåligt och AIK kunde mycket väl åka ur detta år. Laget låg till och med sist efter den fjortonde omgången, då man spelade 0-3 mot GAIS. Sedan, som vanligt, ryckte AIK upp sig och förlorade inte en match till. Det var Pära Kaufeldt i sina sista AIK-matcher som ledde marschen mot nytt kontrakt. AIK vann bland annat mot Hälsingborgs IF, i Helsingborg, med 3-1. Till slut hamnade AIK tryggt och säkert hela sju poäng över nedflyttningsstrecket på 18 poäng.
Eftersom Allsvenskan saknade ett lag, därmed också två omgångar, så hade man tid med utländskt motstånd, och AIK tog emot lag från fyra olika länder. Det var från England (Sheffield United, 1-5), Ungern (Hungaria, 3-1), Tyskland (Tennis Borussia, 2-3) och från Spanien (Madrid FC, 1-1).

## Topplaceringar och SM-guld
Efter den mindre lyckade säsongen 1933/1934 reste sig AIK återigen, och gjorde en bra säsong i Fotbollsallsvenskan 1934/1935. En av anledningarna kan ha varit "värvningen" (som självklart skedde utan inblandning av pengar enligt amatörreglerna) av GAIS skyttekung John "Long-John" Nilsson för att få fart på det tama målskytte man visade upp säsongen innan. Visst gjorde "Long-John" mål, men han blev långt ifrån den succé AIK-publiken hade hoppats på. Istället var det Erik "Lillis" Persson som gjorde hela 13 mål och spelade avgörande roller i vissa matcher, och axlade Pära Kaufeldts fallna mantel. Andra nämnvärda spelare denna säsong var Olle Zetterlund och Gustaf "Niggern" Josefsson som också spelade avgörande roller i vissa av AIK:s matcher.
AIK var länge med i guldstriden tillsammans med IFK Göteborg detta år, och när lagen möttes i ett dubbelmöte i slutet av oktober fylldes Ullevi och Stadion till bristningsgränsen. På Ullevi vann Göteborg med knappa 1-0, men på Stadion spelade AIK ut göteborgarna och vann till slut med 3-0, även om siffrorna kunde ha varit större. De målen kom istället i utklassningssegrar mot IK Sleipner, IF Elfsborg, och Sandvikens IF. När det endast återstod fyra omgångar var det öppet för båda lagen, men då svek AIK sina egna, sina anhängares och fotbollssveriges förhoppningar och förväntningar. Två oavgjorde mot Hälsingborg (som åkte ur allsvenskan för första gången detta år) och en förlust mot Elfsborg och en mot Sandvikens IF gjorde att AIK nätt och jämnt klarade andraplatsen i serien.
AIK skrev även en viss fotbollshistoria detta år då man blev första svenska lag att spela i England. Det blev först en 1-6-förlust mot West Ham United FC, och en meriterande 3-2-vinst mot det starka division 2-laget Luton Town FC. Det var första svenska fotbollssegern på engelsk mark.
Fotbollsallsvenskan 1935/1936 fick en mycket spännande avslutning då AIK och Elfsborg stod på samma poäng när två omgångar återstod. Då skulle man möta varandra, både hemma och borta. AIK hade spelat mycket bra hela säsongen, och bara spelat tre stycken uddamålsförluster på västkusten (som länge hade varit AIK:s svaga sida). På Stadion var AIK nästintill oslagbart och intresset för klubben var på topp. AIK:s högerkant med "Niggern" Josefsson, "Lillis" Persson och "Long-John" Nilsson var allsvenskan effektivaste och den kanten producerade 30 mål under säsongen. "Gurra" Sjöberg (som debuterade 32/33) växte ut till en absolut stormålvakt och var förstavalet efter att i några år delat den rollen med Eivar Widlund. Matchen hemma mot Elfsborg var en besvikelse, man förlorade med 2-3, och borta mot Elfsborg förlorade man med hela 4-1, och därmed kom man bara tvåa, fyra poäng efter Elfsborg.
Förutom de fortsättningsvis höga publiksiffror, AIK hade ett hemmasnitt på 15198 åskådare, hade AIK mycket höga publiksiffror på sina träningsmatcher. Uppemot 5 000 uppges ha fått vända hem när AIK mötte Chelsea FC i maj (som man förlorade med 6-0).
Den största enskilda händelsen detta år hade dock inte något att göra med någon sportslig framgång eller liknande, utan det var att den nya Fotbollsstadion började byggas. AIK satsade 100 000 kronor i byggandet (som var en oerhört stor summa 1936) och Svenska Fotbollförbundet skaffade övriga behövliga medel genom inteckningslån. 1937 skulle den stora, internationella fotbollsstadion stå klar.
Fotbollsallsvenskan 1936/1937 förverkligades den stora drömmen, och det var utan tvekan den stora höjdpunkten i AIK:s historia detta år - AIK lämnade Stockholms Stadion för den nybyggda Råsunda Fotbollsstadion och AIK vann Allsvenskan på sin nybyggda arena. Det var en av de mest framgångsrika vårar i AIK:s historia som bäddade för guldet. En normalbra höstsäsong räckte endast till en fjärdeplats innan uppehållet. Men sen, den 18 april, spelade AIK för första gången på nya Fotbollsstadion och denna dag är en märkesdag i AIK:s historia och en milstolpe i klubbens utveckling. Denna dag började det dock regna, och spekulationerna om magnifika publiksiffror börjades bytas ut mot prat om vanliga seriesiffror på runt tiotusen. Men de pessimister som spekulerade i "dåliga" siffror gjorde det i onödan, då hela 24761 personer kom för att se matchen och den nya arenan. När AIK:s hedersledamot, Kronprinsen, kom i sällskap med prinsparet, och när de slagit sig ner i kungalogen möttes de av en imponerande syn. En jättelik arena med läckert nytt gräs och svindlande höga läktare och åskådarmassor. Det var ett fritt och "luftigare" stadion än de flesta som byggts i Europa.
Så snart de kungliga tagit plats gick de båda lagen ut på planen - AIK:s och Malmös lag. Det var en enkel men festlig invigning som innebar förverkligandet av många AIK:ares drömmar under några årtionden. Den historiska matchen vann AIK med 4-0, och första målskytt blev Acke Nilsson som gjorde mål mot den norra läktaren.
1937 blev, som redan blivit nämnt, ett mycket stort år för AIK av flera anledningar. Man hade nu inte bara en egen stor fotbollsarena, utan AIK tog även hem allsvenskan med hela nio poäng, och AIK:s åttonde svenska mästerskap var taget. Det var flera orsaker som låg bakom AIK:s storhet detta år. Till exempel hade man lyckan att genomföra hela serien med endast fjorton spelare, och under vårsäsongen förlorades inte en enda match. På de fjorton sista matcherna vann man tretton, och spelade en oavgjort (mot Elfsborg). Olle Zetterlund vann hela den allsvenska publikligan (och därmed AIK:s interna skytteliga) på 23 mål, vilket var första gången en AIK:are vann den allsvenska skytteligan. Förutom Olle hade AIK högklassiga spelare på alla positioner. AIK:s lag 1936/1937 var ett av AIK:s bästa genom tiderna, kanske det allra bästa.

## Tabeller
1932/1933 - Allsvenskan
|    |                 | S  | V  | O | F  | GM | IM | MS  | P  |
| -- | --------------- | -- | -- | - | -- | -- | -- | --- | -- |
| 1  | Hälsingborgs IF | 22 | 16 | 3 | 3  | 68 | 38 | +30 | 35 |
| 2  | GAIS            | 22 | 16 | 2 | 4  | 70 | 30 | +40 | 34 |
| 3  | IFK Göteborg    | 22 | 11 | 3 | 8  | 58 | 42 | +16 | 25 |
| 4  | AIK             | 22 | 11 | 2 | 9  | 60 | 40 | +20 | 24 |
| 5  | Örgryte IS      | 22 | 9  | 2 | 11 | 40 | 43 | -3  | 20 |
| 6  | IFK Eskilstuna  | 22 | 9  | 2 | 11 | 47 | 55 | -8  | 20 |
| 7  | Sandvikens IF   | 22 | 7  | 5 | 10 | 43 | 48 | -5  | 19 |
| 8  | IF Elfsborg     | 22 | 8  | 3 | 11 | 44 | 54 | -10 | 19 |
| 9  | Malmö FF        | 22 | 8  | 3 | 11 | 42 | 66 | -24 | 19 |
| 10 | IS Halmia       | 22 | 7  | 3 | 12 | 34 | 50 | -16 | 17 |
| 11 | IK Sleipner     | 22 | 7  | 3 | 12 | 34 | 52 | -18 | 17 |
| 12 | Landskrona BoIS | 22 | 6  | 3 | 13 | 38 | 60 | -22 | 15 |

1933/1934 - Allsvenskan
|    |                 | S  | V  | O | F  | GM | IM | MS  | P  |
| -- | --------------- | -- | -- | - | -- | -- | -- | --- | -- |
| 1  | Hälsingborgs IF | 20 | 13 | 1 | 6  | 49 | 35 | +14 | 27 |
| 2  | GAIS            | 20 | 12 | 2 | 6  | 54 | 34 | +20 | 26 |
| 3  | IFK Göteborg    | 20 | 11 | 3 | 6  | 52 | 38 | +14 | 25 |
| 4  | Halmstads BK    | 20 | 9  | 4 | 7  | 43 | 38 | +5  | 22 |
| 5  | Örgryte IS      | 20 | 9  | 3 | 8  | 38 | 35 | +3  | 21 |
| 6  | IF Elfsborg     | 20 | 7  | 6 | 7  | 45 | 44 | +1  | 20 |
| 7  | AIK             | 20 | 6  | 6 | 8  | 40 | 42 | -2  | 18 |
| 8  | Sandvikens IF   | 20 | 7  | 3 | 10 | 49 | 57 | -8  | 17 |
| 9  | IFK Eskilstuna  | 20 | 7  | 3 | 10 | 42 | 52 | -10 | 17 |
| 10 | Gefle IF        | 20 | 6  | 4 | 10 | 37 | 56 | -19 | 16 |
| 11 | IS Halmia       | 20 | 3  | 5 | 12 | 23 | 41 | -18 | 11 |
| 12 | Malmö FF*       | -  | -  | - | -  | -  | -  | -   | -  |

*Malmö FF diskvalificerade för brott mot samtida amatörbestämmelser.
1934/1935 - Allsvenskan
|    |                 | S  | V  | O | F  | GM | IM | MS  | P  |
| -- | --------------- | -- | -- | - | -- | -- | -- | --- | -- |
| 1  | IFK Göteborg    | 22 | 15 | 3 | 4  | 48 | 22 | +26 | 33 |
| 2  | AIK             | 22 | 11 | 6 | 5  | 59 | 28 | +31 | 28 |
| 3  | IF Elfsborg     | 22 | 13 | 2 | 7  | 59 | 43 | +16 | 28 |
| 4  | Sandvikens IF   | 22 | 12 | 4 | 6  | 46 | 46 | +0  | 28 |
| 5  | GAIS            | 22 | 10 | 4 | 8  | 44 | 49 | -5  | 24 |
| 6  | Landskrona BoIS | 22 | 10 | 2 | 10 | 47 | 47 | +0  | 22 |
| 7  | IK Sleipner     | 22 | 9  | 3 | 10 | 55 | 49 | +6  | 21 |
| 8  | Örgryte IS      | 22 | 9  | 2 | 11 | 40 | 42 | -2  | 20 |
| 9  | Halmstads BK    | 22 | 7  | 5 | 10 | 33 | 39 | -6  | 19 |
| 10 | IFK Eskilstuna  | 22 | 7  | 4 | 11 | 37 | 52 | -15 | 18 |
| 11 | Hälsingborgs IF | 22 | 5  | 5 | 12 | 40 | 49 | -9  | 15 |
| 12 | Gefle IF        | 22 | 2  | 4 | 16 | 37 | 79 | -42 | 8  |

1935/1936 - Allsvenskan
|    |                 | S  | V  | O | F  | GM | IM | MS  | P  |
| -- | --------------- | -- | -- | - | -- | -- | -- | --- | -- |
| 1  | IF Elfsborg     | 22 | 15 | 4 | 3  | 71 | 33 | +38 | 34 |
| 2  | AIK             | 22 | 13 | 4 | 5  | 58 | 39 | +19 | 30 |
| 3  | Sandvikens IF   | 22 | 11 | 5 | 6  | 40 | 32 | +8  | 27 |
| 4  | IFK Göteborg    | 22 | 9  | 7 | 6  | 36 | 28 | +8  | 25 |
| 5  | Landskrona BoIS | 22 | 10 | 4 | 8  | 46 | 34 | +12 | 24 |
| 6  | Gårda BK        | 22 | 9  | 6 | 7  | 27 | 28 | -1  | 24 |
| 7  | Örgryte IS      | 22 | 9  | 3 | 10 | 38 | 41 | -3  | 21 |
| 8  | IK Sleipner     | 22 | 8  | 3 | 11 | 51 | 48 | +3  | 19 |
| 9  | IFK Norrköping  | 22 | 5  | 8 | 9  | 40 | 51 | -11 | 18 |
| 10 | GAIS            | 22 | 6  | 6 | 10 | 29 | 44 | -15 | 18 |
| 11 | Halmstads BK    | 22 | 5  | 7 | 10 | 31 | 46 | -15 | 17 |
| 12 | IFK Eskilstuna  | 22 | 1  | 5 | 16 | 24 | 67 | -43 | 7  |

1936/1937 - Allsvenskan
|    |                 | S  | V  | O | F  | GM | IM | MS  | P  |
| -- | --------------- | -- | -- | - | -- | -- | -- | --- | -- |
| 1  | AIK             | 22 | 17 | 2 | 3  | 59 | 24 | +35 | 36 |
| 2  | IK Sleipner     | 22 | 12 | 3 | 7  | 45 | 41 | +4  | 27 |
| 3  | Örgryte IS      | 22 | 10 | 5 | 7  | 45 | 32 | +13 | 25 |
| 4  | Sandvikens IF   | 22 | 12 | 1 | 9  | 46 | 34 | +12 | 25 |
| 5  | IF Elfsborg     | 22 | 10 | 4 | 8  | 41 | 33 | +8  | 24 |
| 6  | Malmö FF        | 22 | 9  | 3 | 10 | 39 | 45 | -6  | 21 |
| 7  | IFK Göteborg    | 22 | 8  | 5 | 9  | 34 | 40 | -6  | 21 |
| 8  | GAIS            | 22 | 9  | 3 | 10 | 27 | 36 | -9  | 21 |
| 9  | Landskrona BoIS | 22 | 9  | 1 | 12 | 33 | 42 | -9  | 19 |
| 10 | Gårda BK        | 22 | 6  | 6 | 10 | 30 | 44 | -14 | 18 |
| 11 | Djurgårdens IF  | 22 | 6  | 2 | 14 | 39 | 52 | -13 | 14 |
| 12 | IFK Norrköping  | 22 | 5  | 3 | 14 | 31 | 46 | -15 | 13 |